# نادي أرسنال للسيدات
نادي أرسنال للسيدات لكرة القدم (بالإنجليزية: Arsenal Women Football Club)‏ هو نادي كرة قدم نسائي إنجليزي، تابع لنادي آرسنال.
تأسّس عام 1987، ويعتبر النادي الأكثر نجاحاً في كرة القدم النسائية الإنجليزية، بحصوله على 33 بطولة كبرى، وهي 12 بطولة الدوري الإنجليزي الممتاز للسيدات و14 بطولات كأس الاتحاد الإنجليزي للسيدات و 10 بطولات كأس الدوري الإنجليزي الممتاز للسيدات وكما حصل على بطولة دوري أبطال أوروبا للسيدات.